# Alexander Dedekind
Alexander Dedekind (* 5. April 1856 in Wolfenbüttel; † 8. November 1940 in Wien) war ein deutsch-österreichischer Ägyptologe. 

## Leben
Alexander Dedekind, Sohn des Rechtsanwalts und Notars Franz Dedekind (1814–1888) und Enkel des Obergerichtspräsidenten Franz Josua Dedekind (1785–1863), besuchte zunächst das Gymnasium in Wolfenbüttel und nach einem Aufenthalt in Genf zum Sprachstudium seit 1873 das Schottengymnasium in Wien, wo er 1875 die Matura erlangte. Er studierte 1875 bis 1879 Rechtswissenschaften in Göttingen und Wien und praktizierte nach dem Examen in Wien als Gerichtsadvokat. 1885 bis 1888 studierte er jedoch in Wien Ägyptologie bei Leo Reinisch, daneben Philosophie und Assyriologie. 1888 wurde er mit der Dissertation Hieroglyphen Grammatik mit einer sprachwissenschaftlichen Einleitung und einer Kolossaldarstellung des textlich revidierten hieroglyphischen Teiles des Dekretes von Kanopus als Beilage promoviert. 1886 war er Sekretär des VII. Internationalen Orientalistenkongresses und arbeitete dann als Konservator der kunstgewerblichen Sammlungen des Handelsmuseums. 1892 wurde er als Nachfolger von Ernst von Bergmann Leiter der Ägyptisch-Orientalischen Sammlung des Kunsthistorischen Museums. 1911 wurde er pensioniert.
In seinen jüngeren Jahren war Dedekind auch literarisch tätig und schrieb einige Bühnenstücke. 1881 publizierte er Erinnerungen an den Schriftsteller Franz Grillparzer (1791–1872).

## Veröffentlichungen (Auswahl)
wissenschaftliche Schriften
- Ein Beitrag zur Purpurkunde. 4 Bände. Mayer & Müller, Berlin 1898–1911.
- Altägyptische Bienenwesen im Lichte der modernen Welt-Bienenwirthschaft. Mayer & Müller, Berlin 1901.
- Aegyptologische Untersuchungen. Frick, Wien 1902.
- Des Ägyptologen Ernst von Bergmanns Leben und Wirken. 2. Auflage, Frick, Wien 1906.
- Geschichte der Kaiserlichen Sammlung altägyptischer Objekte in Wien. Frick, Wien 1907.

literarische Schriften
- Der Priester der Isis. Ein Trauerspiel in 4 Aufzügen. A. Klinger, Wien 1877
- Rosa. Ein Trauerspiel in 2 Acten. A. Eurich, Wien 1880.
- Dedekind’s Memoiren aus Grillparzerkreisen. Abdruck aus den Tagebüchern. Wien 1881.
- Kürnberg. Trauerspiel in 5 Acten. Bondi & Schmid Wien 1883.
- Columbus. Geschichtliches Schauspiel in 1 Vorspiel u. 5 Acten. August Schulze, Leipzig 1892.